# Academia das Ciências de Portugal
La Academia de Ciencias de Portugal (1907 — 1925) fue una institución académica creada por iniciativa de un grupo de intelectuales republicanos, encabezados por Teófilo Braga, que se sentía excluido de la entonces Real Academia de Ciencias de Lisboa. Fundada en 1907, inició sus actividades el 22 de abril de 1908, pero solo vio sus estatutos reconocidos oficialmente el 27 de octubre de 1910, pocas semanas después de la creación de la República Portuguesa.
Creado inicialmente con fines puramente académicos, con el objetivo de la promoción de la ciencia y la divulgación científica, después de su reconocimiento oficial, se asumió como un órgano consultivo de los gobiernos de la Primera República Portuguesa. Siguiendo la tradición de las academias, se organizaba por secciones temáticas y se elegían como miembros personalidades de probada trayectoria en investigación científica y desarrollo tecnológico, siendo presidida por algunos de los intelectuales portugueses más representativos de la época que se acercaban ideológicamente a la causa republicana. Entre sus presidentes están Teófilo Braga y António Cabreira.
Entró en decadencia con la progresiva republicanización de la Academia de Ciencias de Lisboa, que también pasó a estar dominada por partidarios del republicanismo, y el 27 de marzo de 1925 cambió su nombre por el de Instituto de Portugal. Desapareció durante el período de la Dictadura Nacional que siguió al golpe de Estado del 28 de mayo de 1926.